# 카바레 (뮤지컬)
《카바레》(영어: Cabaret)는 1966년 브로드웨이에서 초연된 뮤지컬이다. 크리스토퍼 이샤우드의 소설을 바탕으로 존 켄다 작곡, 프레드 에브 작사에 의해 제작되었다. 1966년 해롤드 프린스 연출에 의한 브로드웨이 공연이 히트를 기록한 뒤, 런던 공연, 뉴욕 공연 외에도 영화 〈카바레〉도 제작되었다.